# Patrick Zonneveld
Patrick Zonneveld (Heemskerk, 17 maart 1988) is een voormalig betaald voetbalspeler die als doelman uitkwam voor HFC Haarlem en daarna nog ging spelen als amateur.

## Biografie
Zonneveld begon met voetballen in zijn woonplaats Heemskerk en verhuisde op 16-jarige leeftijd naar de jeugd van HFC Haarlem. Hij kwam in 2006 bij de selectie van het eerste elftal, als tweede keeper achter René Ponk. Op 26 oktober 2007 maakte hij zijn debuut in het betaald voetbal in de wedstrijd tegen Go Ahead Eagles, nadat Ponk in de 60e minuut een rode kaart had gekregen. In februari 2008 maakte trainer Jan Zoutman bekend, dat de toen 19-jarige Zonneveld de plaats onder de lat definitief van Ponk, die aan het einde van het seizoen zou doorschuiven naar de technische staf, overnemen.
Aan het begin van het seizoen 2008-2009 kreeg Zonneveld concurrentie van Marco van Duin, die overgekwam van AFC Ajax, en Bas van Wegen, die overkwam van NAC Breda. Zonneveld, die dat seizoen begon als eerste keeper, maakte met Haarlem een zwakke periode door en werd, in oktober 2008, geslachtofferd voor Van Duin. Later dat seizoen verloor hij ook nog zijn plaats als tweede keeper op de bank aan Van Wegen. Hierna kwam hij, mede door een lange blessure, niet meer aan spelen toe en verliet de club in 2009, een jaar voor het faillissement.
Na zijn profloopbaan ging hij in 2009 terug naar zijn oude vereniging ADO '20. In mei 2012 werkte Zonneveld een proeftraining af bij PSV, waar hij in aanmerking kwam als standin van Przemysław Tytoń. Na een training werd hem echter gemeld, dat de club hem geen contract zou aanbieden. Hierop keerde hij terug naar ADO '20. Sinds het seizoen 2013/14 speelde hij als amateur voor IJsselmeervogels. Na 3 jaar bij IJsselmeervogels te hebben gekeept stapte hij over naar de AFC.

## Statistieken profloopbaan
| seizoen   | club        | land      | competitie     | wed. | goals |
| --------- | ----------- | --------- | -------------- | ---- | ----- |
| 2006-2007 | HFC Haarlem | Nederland | Eerste divisie | 0    | 0     |
| 2007-2008 | HFC Haarlem | Nederland | Eerste divisie | 11   | 0     |
| 2008-2009 | HFC Haarlem | Nederland | Eerste divisie | 11   | 0     |